# Східний Тимор на зимових Олімпійських іграх 2014
Східний Тимор на зимових Олімпійських іграх 2014 року у Сочі був представлений 1 спортсменом в 1 виді спорту.

## Учасники
| Спорт               | Чоловіки | Жінки | Всього |
| ------------------- | -------- | ----- | ------ |
| Гірськолижний спорт | 1        | 0     | 1      |
| Всього              | 1        | 0     | 1      |

## Гірськолижний спорт
Відповідно до остаточного розподілу квоти, опублікованого 20 січня 2014 року Східний Тимор мав одного спортсмен на кваліфікаційній позиції.
| Спортсмен            | Дисципліна | Спуск 1 | Спуск 1 | Спуск 2 | Спуск 2 | Всього  | Всього |
| Спортсмен            | Дисципліна | Час     | Місце   | Час     | Місце   | Час     | Місце  |
| -------------------- | ---------- | ------- | ------- | ------- | ------- | ------- | ------ |
| Йохан Гутт Гонсалвес | Слалом     | 1:09.01 | 77      | 1:21.88 | 43      | 2:30.89 | 43     |